# Joachim Hamm
Joachim Hamm (* 1967 in Würzburg) ist ein deutscher germanistischer Mediävist. Er hat eine Professur für Deutsche Philologie an der Julius-Maximilians-Universität Würzburg inne. Sein Schwerpunkt liegt in der Literaturgeschichte des späten Mittelalters und der frühen Neuzeit.

## Werdegang
Hamm studierte von 1987 bis 1994 die Fächer Deutsch und Latein für das Lehramt an Gymnasien an den Universitäten Eichstätt, Wien, Mailand und Würzburg und schloss mit dem 1. Staatsexamen ab. Anschließend war er wissenschaftlicher Mitarbeiter in der Würzburger Forschungsgruppe Das Bild des Krieges im Wandel vom späten Mittelalter zur frühen Neuzeit unter der Leitung von Horst Brunner. Hamm wurde im Jahr 2000 mit einer Studie zur neulateinischen Rezeption des Bauernkrieges promoviert. In den Folgejahren war er wissenschaftlicher Assistent am Lehrstuhl für Ältere deutsche Literatur an der Christian-Albrechts-Universität Kiel, wo er sich 2007 mit einer Arbeit zum deutschen Eneasroman habilitierte und die Venia legendi für Deutsche Philologie erhielt. Nach Tätigkeiten als Akademischer Rat in Würzburg und Professor für Deutsche Literatur und Sprache an der Universität Augsburg (W2) wurde Hamm am 1. Oktober 2010 von der Julius-Maximilians-Universität zum Professor für Deutsche Philologie mit dem Schwerpunkt Literaturgeschichte des späten Mittelalters und der frühen Neuzeit berufen. Bereits seit 1999 ist er Mitherausgeber des altgermanistischen Internetportals Mediaevum.de. Seit 2020 gibt er gemeinsam mit Achim Aurnhammer, Martin Mulsow, Bernd Roling und Friedrich Vollhardt die Schriftenreihe Frühe Neuzeit – Studien und Dokumente zur deutschen Literatur und Kultur im europäischen Kontext heraus.

## Forschung
Hamms Forschungsschwerpunkte liegen neben dem höfischen Erzählen insbesondere in der deutschen und lateinischen Literatur der frühen Neuzeit sowie in der Narratologie, Mediengeschichte und Übersetzungstheorie. Er war von 2011 bis 2016 Mitglied des DFG-Netzwerks Humanistische Antikenübersetzung und frühneuzeitliche Poetik (1450–1620). Seine Forschungen richten sich unter anderem darauf, bedeutende Textcorpora digital verfügbar zu machen: Gemeinsam mit Thomas Baier und Ulrich Schlegelmilch erarbeitete Hamm von 2017 bis 2019 eine Datenbank, die sämtliche Werke von Joachim Camerarius dem Älteren, die Opera Camerarii, verzeichnet. Das von 2021 bis 2024 laufende Nachfolgeprojekt Camerarius digital hat zum Ziel, das umfangreiche griechisch-lateinische Werk des Autors durch ein Sachlexikon und als Volltext zu erschließen. Außerdem arbeitete Hamm mit anderen Forschenden von 2014 bis 2019 an der Erschließung von europäischen Ausgaben von Sebastian Brants Moralsatire Das Narrenschiff, welche als Narragonien digital verfügbar sind. Die von 2022 bis 2025 von der DFG geförderte Hybridedition zweier lateinischer Bearbeitungen des Narrenschiffs, Narragonia Latina, knüpft daran an.

## Veröffentlichungen (Auswahl)

### Monographien
- Servilia bella. Bilder vom deutschen Bauernkrieg in neulateinischen Dichtungen des 16. Jahrhunderts (= Imagines medii aevi. Band 7). Wiesbaden 2001, ISBN 3-89500-205-4. (Dissertation)
- mit Horst Brunner et al.: Dulce bellum inexpertis. Bilder des Krieges in der deutschen Literatur des 15. und 16. Jahrhunderts (= Imagines medii aevi. Band 11). Wiesbaden 2002, ISBN 3-89500-262-3.

### Herausgeberschaften (Auswahl)
- mit Jörg Robert: Unterwelten. Modelle und Transformationen (= Würzburger Ringvorlesungen. Band 9). Würzburg 2014, ISBN 978-3-8260-5275-0.
- mit Dorothea Klein: Text – Bild – Ton. Spielarten der Intermedialität in Mittelalter und Früher Neuzeit (= Publikationen aus dem Kolleg ‚Mittelalter und Frühe Neuzeit‘. Band 8). Würzburg 2021, ISBN 978-3-8260-7338-0.
- mit Marion Gindhart: Camerarius im Kontext. Konstellationen und Diskurslandschaften des 16. Jahrhunderts (= Forum historische Forschung: Frühe Neuzeit. Band 2). Stuttgart 2024, ISBN 978-3-17-043758-6.

### Online-Portale
- mit Thomas Baier und Ulrich Schlegelmilch: Opera Camerarii. Eine semantische Datenbank zu den gedruckten Werken von Joachim Camerarius d.Ä. (1500–1574).
- mit Brigitte Burrichter: Narragonien digital. Digitale Textausgaben von europäischen ‚Narrenschiffen‘ des 15. Jahrhunderts.